# The Fighting Temptations
The Fighting Temptations es una película de comedia musical estadounidense de 2003 dirigida por Jonathan Lynn, escrita por Elizabeth Hunter y Saladin K. Patterson, y distribuida por Paramount Pictures y MTV Films. La trama principal gira en torno a Darrin Hill (Cuba Gooding Jr.) que viaja a su ciudad natal de Monte Carlo, Georgia, mientras intenta revivir un coro de la iglesia para participar en una competencia de gospel con la ayuda de una bella cantante de salón, Lilly (Beyoncé), de quien se enamora posteriormente. A través de la música del coro, Darrin reúne a la comunidad de la iglesia mientras busca una relación con Lilly.
La película es notable por su banda sonora y su reparto coral. La película recibió críticas mixtas sobre el lanzamiento.

## Elenco
- Cuba Gooding Jr. como Darrin Hill
- Beyonce  como Lilly
- Mike Epps  como Lucious
- Latanya Richardson  como Paulina Lewis-Pritchett
- Wendell Pierce  como Reverend Paul Lewis
- Ann Nesby  como Aunt Sally
- Lourdes Benedicto  como Rosa López
- Dakin Matthews como Mr. Fairchild
- T-Bone como Briggs (Convicto #1)
- Montell Jordan como Mr. Johnson (Convicto #2)
- Lou Myers como Homer
- Angie Stone como Alma
- Melba Moore como Bessie
- Mitchah Williams como Jimmy B.
- Mickey Jones como Scooter
- Dave Sheridan como Bill the mechanic
- Rue McClanahan como Nancy Stringer
- Lil Zane como Derek
- Mae Middleton como Tasha
- Eddie Levert como Joseph
- Walter Williams como Frank
- Eric Nolan Grant como Samuel
- Darrell Vanterpool como Dean
- Faizon Love como Luther Washington (Prison Warden)
- Faith Evans como MaryAnn Hill
- Steve Harvey como Miles Smoke (DJ de radio local)
- James E. Gaines como abuelo de Lilly
- Wilbur Fitzgerald como representante de L&G
- Chris Cole como Lightfoot (Convicto #3)

Cameos
- Shirley Caesar como ella misma
- The Blind Boys of Alabama como ellos mismos
- Mary Mary como ellos mismos
- Ramiyah como ellos mismos
- Donnie McClurkin como Juez de Gospel Explosion (Él mismo)
- Yolanda Adams como Juez de Gospel Explosion (Ella Misma)
- Daphne Duplaix como Tiffany, la novia de Darrin

## Producción
El equipo de filmación usó varios lugares en todo Georgia. La escena final fue filmada en Columbus, GA en el RiverCenter for the Performing Arts . Varios de los extras eran residentes locales de Columbus, GA. 

## Recepción
La música de la película recibió elogios universales, sobre todo, la versión de Beyoncé de "Fever".
Sin embargo, la película en sí misma recibió críticas generalmente mixtas después de su lanzamiento. La película fue criticada por su supuestamente pobre diálogo, premisa renovada y química romántica entre los actores principales de la película (Cuba Gooding Jr. y Beyoncé), así como por su notable diferencia de edad. A pesar de las críticas mixtas, la película se estrenó en el # 2. En particular, Ebert y Roeper revisaron la película y Roger Ebert le dio el visto bueno, mientras que Richard Roeper le dio el un visto malo. Tiene una calificación de 42% en Rotten Tomatoes basada en 111 opiniones, con una calificación promedio de 5.32 / 10. El consenso crítico del sitio dice: "La música es la única gracia salvadora en esta comedia predecible y ansiosa por complacer". 
La película fue un éxito menor en la taquilla, con un ingreso bruto mundial de US$ 32.445.215, pero no logró generar suficientes ingresos para que una segunda entrega entrara en producción (aunque los actores principales se habían inscrito para una). 
Sin embargo, el elenco en sí estaba muy satisfecho con la película, citando su inspiradora historia y banda sonora. Gooding ha confesado en varias entrevistas después del lanzamiento de la película que disfrutó filmando sus escenas de besos con Beyoncé. En una entrevista de 2011 en The Late Late Show, Gooding hizo una referencia humorística al respecto al decir: (En palabras falsas del presentador) "¿No hizo el amor con Beyoncé en el set?". 

## Banda sonora
Una banda sonora acompañó la película y fue lanzada por Sony el 9 de septiembre de 2003  antes de la película misma. La banda sonora recibió críticas generalmente positivas y tuvo más éxito que la película misma. Solo una canción del álbum, "Summertime", no está incluida en la película. La fallecida leyenda del R&B, Luther Vandross también grabó una canción para la película llamada "Shine", pero no logró hacer el corte final de la película ni la banda sonora. La referencia más obvia a esto es el hecho de que Vandross dice con frecuencia el título de la película en la canción. La canción "Come Back Home" aparece en la película, pero no se incluyó en el álbum de la banda sonora. También señaló que varias otras canciones interpretadas durante la película incluyen "Church Is in Mourning (Aunt Sally's Funeral Tribute)" de Shirley Caesar, "Won't Ever Change" de Mary Mary, "Waiting" de Ramiyah y "Soldier" de Los Blind Boys of Alabama, tampoco fueron incluidos en la banda sonora. 
1. "Fighting Temptation" — Beyoncé, Missy Elliott, MC Lyte y Free
2. "I Know" — Destiny's Child
3. "Rain Down" — Eddie Levert Sr. y Angie Stone
4. "To da River" — T-Bone, Lil Zane y Montell Jordan
5. "I'm Getting Ready" — Ann Nesby
6. "The Stone" — Shirley Caesar y Ann Nesby
7. "Heaven Knows" — Faith Evans
8. "Fever" — Beyoncé
9. "Everything I Do" — Beyoncé y Bilal
10. "Loves Me Like a Rock" — The O'Jays
11. "Swing Low, Sweet Chariot" — Beyoncé
12. "He Still Loves Me" — Walter Williams Sr. y Beyoncé
13. "Time to Come Home" — Beyoncé, Melba Moore y Angie Stone
14. "Don't Fight the Feeling" — Solange y Papa Reu
15. "Summertime" — Beyoncé (feat. P. Diddy) (Nota: esta es la única canción que no aparece en la película).

## Distribución
La película fue lanzada en VHS y DVD el 3 de febrero de 2004. Si bien hay un lanzamiento digital de alta definición, aún no se ha lanzado en Blu-ray Disc a partir de 2019. 

## Secuela cancelada
En una entrevista de 2003 con el fallecido Mickey Jones (que tuvo un papel secundario en la película), por ahora desaparecido HollywoodJesus.com, declaró que esperaba que la película funcionara bien porque todos los actores principales habían firmado una secuela. Como resultado del bajo rendimiento de la película en la taquilla, una continuación nunca se materializó. 

## Premios y nominaciones
| Ceremonia               | Laureado                              | Categoría                                          | Resultado |
| ----------------------- | ------------------------------------- | -------------------------------------------------- | --------- |
| BET Comedy Awards       | Beyoncé Knowles                       | Actriz excepcional en una película de taquilla     | Nominada  |
| BET Comedy Awards       | Mike Epps                             | Mejor actor de reparto en una película de taquilla | Nominado  |
| Black Reel Awards       | Cuba Gooding Jr.                      | Mejor actor                                        | Nominado  |
| Black Reel Awards       | Beyoncé Knowles                       | Mejor actriz                                       | Nominada  |
| Black Reel Awards       | Elizabeth Hunter Saladin K. Patterson | Mejor guion original o adaptado                    | Nominada  |
| Black Reel Awards       |                                       | Mejor película                                     | Nominada  |
| Black Reel Awards       | Mejor banda sonora                    | Ganadora                                           |           |
| Black Reel Awards       | "He Still Loves Me"                   | Mejor canción de película                          | Ganadora  |
| Golden Raspberry Awards | Cuba Gooding Jr.                      | Peor Actor                                         | Nominado  |
| Image Awards            |                                       | Película excepcional                               | Ganadora  |
| Image Awards            | Beyoncé Knowles                       | Mejor actriz en una película                       | Nominada  |